# Urzędy pocztowe Wrocławia
Pierwszy państwowy urząd pocztowy Wrocławia powstał na przełomie XVII i XVIII w., jako część systemu pocztowego monarchii habsburskiej. Mieścił się w oficynie ratusza miejskiego. W XVIII w. przeniesiony został na ob. ul. Uniwersytecką. Zlikwidowano go po przyłączeniu Wrocławia do Prus. W latach 1741 – 1867 działa na terenie Wrocławia pruska poczta państwowa prowincji śląskiej. Nowy urząd pocztowy poczty pruskiej powstał w 1784 jako placówka →poczty konnej. Niedługo potem założono kolejny urząd, tym razem królewski urząd pocztowy, przy ob. ul. Ofiar Oświęcimskich 10 w domu „Pod Błękitnym Niebem”. 
W XIX w. nastąpił gwałtowny rozwój poczty wrocławskiej i dolnośląskiej, powstają nowe i nowoczesne gmachy, np. Poczta Paczkowa, Poczta Czekowa, poczta doręczeniowa i in. Ok. 1925 działało we Wrocławiu i okolicy 35 obwodowych placówek pocztowych. W 1928 dołączone zostały urzędy pocztowe w Księżu Małym, Kuźnikach, Leśnicy, Osobowicach, Psim Polu, Swojczycach, Złotnikach, Żernikach oraz Maślicach, Muchoborze Małym, Poświętnem, Ratyniu, Stabłowicach. 
Po wyzwoleniu we Wrocławiu otworzono ok. 10 obwodowych placówek pocztowych, a pierwszą placówką uruchomioną po wycofaniu się armii niemieckiej z miasta był urząd pocztowy przy Jedności Narodowej 4. W VIII 1945 przeniesiono z Leśnicy do Wrocławia Zarząd Dyrekcji Okręgu Pocztowego i Telegrafów, a na jej siedzibę przeznaczono gmach Cesarskiej Dyrekcji Pocztowej przy ul. Powstańców Śląskich 134 – 138. W 1945 pierwszymi placówkami pocztowymi na Dolnym Śląsku były urzędy pocztowe w Trzebnicy, Legnicy, Oleśnicy, Wrocławiu, Miliczu, Żmigrodzie, Namysłowie, Sławie Śląskiej, Bielawie, Kożurkowie, Lubinie, Nowej Soli, Szprotawie, Zalesiu, Bierutowie, Górze Śląskiej, Sycowie, Twardogórze, Sławie, Kontopach, Kolsku, Brzegu, Opolu oraz Składnica Materiałów Pocztowych i Pocztowy Urząd Przewozowy we Wrocławiu. W 1947 liczba placówek pocztowych wzrosła do 63, a działały one w obrębie 33 Okręgowych Urzędów Pocztowo- Telekomunikacyjnych: Bolesławiec Śląski, Brzeg 1, Bystrzyca Kłodzka, Dzierżoniów, Głogów, Góra Śląska, Jawor, Jelenia Góra, Kłodzko, Legnica 1, Lubań Śląski, Lubin Śląski, Lwówek Śląski, Milicz, Namysłów, Nowa Sól, Oleśnica, Oława, Strzelin, Syców, Szprotawa, Środa Śląska, Świdnica, Trzebnica, Wałbrzych, Wołów, Wrocław 1, Ząbkowice Śląskie, Zgorzelec, Złotoryja, Żagań i Żary. Rok później, w 1948, na terenie Dolnego Śląska znajdowało się już 438 placówek pocztowych podległych 214 urzędom pocztowym. W 1973 nadano wszystkim urzędom pocztowym w Polsce pocztowe numery adresowe. 
Obwodowe Urzędy Pocztowe istniały do 31 XII 1991. Po ich likwidacji powołano na to miejsce trzy Rejonowe Urzędy Pocztowe: RUP Wrocław-Miasto, RUP Wrocław-Południe i RUP Wrocław-Północ. Rejonowy Urząd Pocztowy Wrocław-Południe prowadzi organizacyjną działalność w południowej części województwa, RUP Wrocław-Północ – w północnej. W 2004 w samym tylko Wrocławiu działają 64 urzędy pocztowe. 